# Bellator 107
Bellator CVII é um evento de artes marciais mistas promovido pelo Bellator MMA, é esperado para ocorrer em 8 de novembro de 2013 no WinStar World Casino em Thackerville, Oklahoma. O evento será transmitido ao vivo na Spike TV.

## Background
O evento contará com a Final do Torneio de Pesados, de Médios e Galos.
Cheick Kongo era esperado para enfrentar Vinicius Queiroz nas finais do torneio, mas Queiroz teve que se retirar da luta com uma lesão no joelho. Ele foi substituído por Peter Graham.